# Véronnes
Véronnes é uma comuna francesa na região administrativa da Borgonha-Franco-Condado, no departamento de Côte-d'Or. Estende-se por uma área de 19,75 km². Em 2010 a comuna tinha 405 habitantes (densidade: 20,5 hab./km²).